# Glycine clandestina
Glycine clandestina är en ärtväxtart som beskrevs av Wendl. Glycine clandestina ingår i släktet sojabönor, och familjen ärtväxter. Inga underarter finns listade i Catalogue of Life.

## Bildgalleri

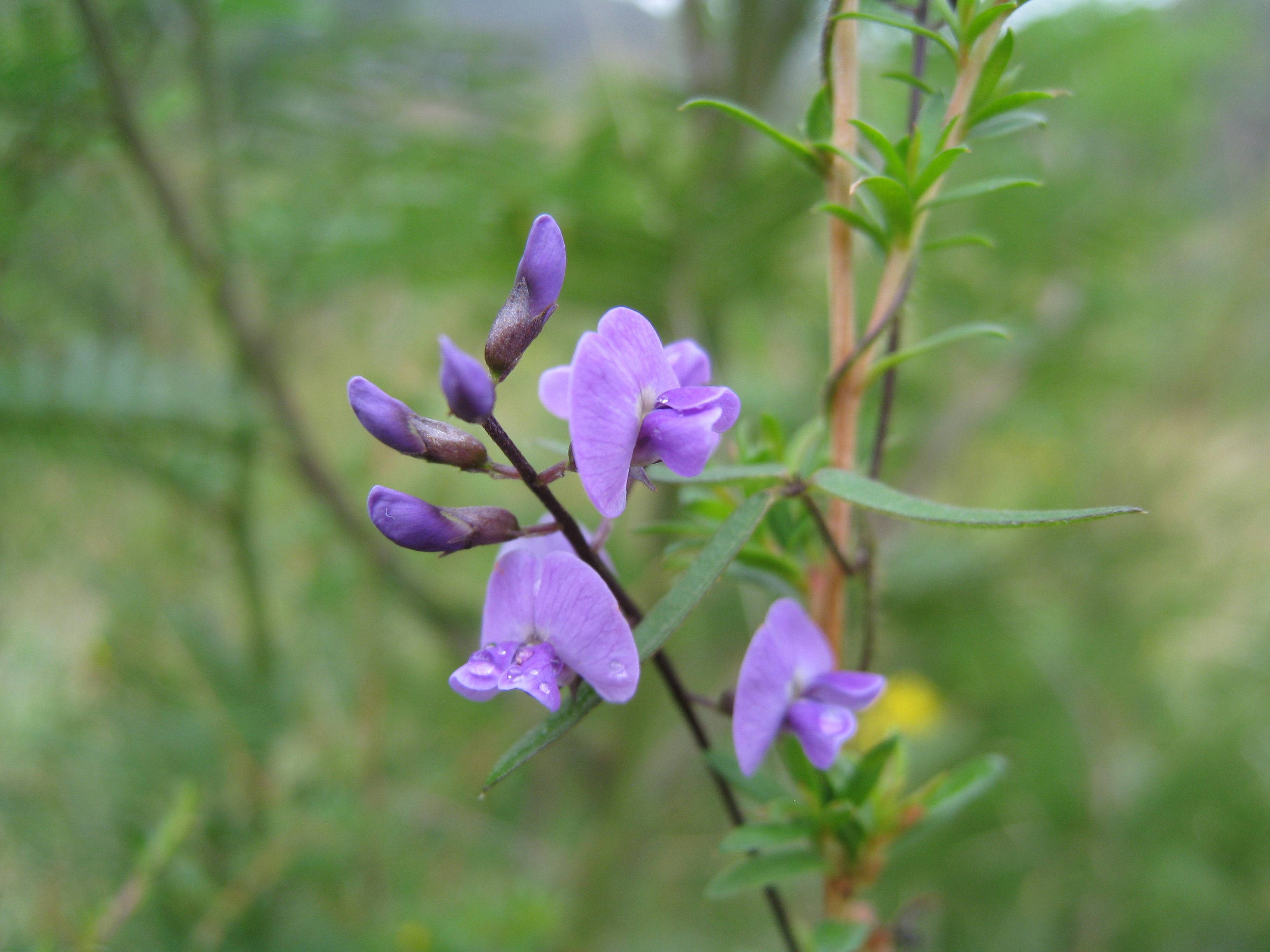